# Arn Chorn-Pond
Arn Chorn-Pond (Battambang, 1966) és un activista pels drets humans cambodjà, decidit a preservar la música khmer tradicional.

## Biografia

### Joventut
Nascut a Battambang el 1966, Chorn-Pond provenia d'una família d'intèrprets i músics. Els seus pares eren propietaris d'una companyia d'òpera, anomenada Companyia de la Caritat Nacional, que actuava en temples, teatres i d'altres edificis per tot Cambodja. Per aquest motiu, el seu pare, el seu avi i el seu oncle eren força coneguts al país. Amb sis o set anys, Chorn-Pond va començar a actuar en les funcions de la compayia".

### Sobrevivint al règim de Pol Pot
Quan els khmers rojos van prendre el poder, el 1975, Chorn-Pond, juntament amb centenars de nens, va ser enviat a Wat Ek Phnom, un temple budista proper a Battambang, que havia estat convertit en camp de presoners i on el jove Chorn-Pond va sobreviure tocant la flauta i entretenint als soldats.
En cin dies, un mestre va ensenyar a tocar la flauta a Chorn-Pond i quatre nens més, així com a tocar el khim, un tipus de dulcimer cambodjà. Aquests nois també van aprendre a tocar una cançó de bressol tradicional coneguda com a bompay. Quan va acabar aquest període, Chorn-Pond i un altre noi van ser escollits per cantar cançons de propaganda als guardians del camp. Els altres tres nens i el mestre van ser assassinats. "Quan van portar un altre mestre vell per impartir-nos més classes," recorda Chorn-Pond, "els vaig demanar que no el matessin. Els vaig dir que encara no havia après prou, oferint-me a morir jo en lloc seu." En una visita a Cambodja, el 1996, es va tornar a reunir amb aquest mestre.
Al temple, els khmers rojos matacen a tes o quatre persones al dia. Als nens els obligaven a mirar les execucions, exigint que no mostressin cap tipus d'emoció. En cas contrari, els amenaçaven amb ser assassinats; si ploraven o mostraven preocupació per les víctimes, corrien el risc de patir la mateixa sort.
Quan les tropes vietnamites van envair Cambodja, els nens que hi havia a Wat Ek Phnom van ser obligats a defensar el règim. Van entregar armes de foc als presoners, i els van enviar al front. Els qui van refusar, van rebre un tret al cap. En aquell oment Chorn-Pond tenia 12 anys, però algun dels seus companys només en tenia 8. En cas que algú intentés fugir, era ràpidament executat. Segons Chorn-Pond, milers de nens van ser assassinats pels mateixos khmers rojos per aquests motius, alguns d'ells bons amics seus.
A més, aquests nens havien de fer front a les tropes vietnamites, probablement les més veteranes de tot Indoxina en aquell moment. Al llarg de molts anys havien fet front als Estats Units en el marc de la Segona Guerra d'Indoxina, motiu pel qual eren molt experimentades. Les forces combinades de nens i adults dels khmers rojos van patir moltes baixes contra les forces vietnamites, i Chorn-Pond va patir la mort de molts amics. Chorn-Pond va combatre entre dos i tres mesos contra els vietnamites.
Finalment, el jove cambodjà es va escapar internant-se a la jungla, on va sobreviure diversos mesos tot sol. Allí hi seguia els micos, menjant el mateix que mengessin ells. Va pescar peixos amb les seves pròpies mans, a més de menjar fruita i matar micos. A finals de la dècada de 1980 va travessar la frontera de Tailàndia, on un soldat tailandès el va trobar i el va portar al camp de refugiats de Sa Kaeo. Allí hi va conèixer el reverend Peter L. Pond. Aleshores, Chorn-Pond pesava uns 27 kg i estava molt malalt. Patia paludisme i estava molt a prop de la mort.
El reverend Pond va portar Arn a Jefferson (Nou Hampshire), adoptant-lo formalment el 1984. En total, Pond va adoptar 16 nens, la majoria d'ells orfes, entre els que es troba el primer metge cambodjà de Rhode Island, el doctor Soneath Pond.

### Educació i treball humanitari
Durant els seus primers mesos als Estats Units, Arn Chorn-Pond va patir dificultats en ser un dels primers estudiants no blancs en assistir a l'Institut d'Educació Secundària White Mountains. El 1985 es va graduar a la Gould Academy de Maine, va assistir a la Northfield Mount Hermon School i, posteriorment, a la Universitat de Brown, on després de dos anys va deixar els estudis per fundar Children of War (Nens de la guerra), una organització dedicada a l'ajuda a joves que han patit els efectes de la guerra o d'altres traumes com l'abús infantil, la pobresa, el racisme o el divorci. Des de la seva concepció, el 1984, fins al 1988, Children of War va educar un grup de 150 persones de 21 països. Més de 100.000 estudiants estatunidencs de 480 escoles van participar en el programa. El 1992 Chorn-Pond va rebre un graduat en ciències polítiques pel Providence College, i el 2007, la mateixa escola va atorgar-li un doctorat honoris causa pel seu servei humanitari.
Chorn-Pond també va ser un dels pocs supervivents cambodjans que va tornar als camps de refugiats de la frontera cambodjanotailandesa. Mentre estudiava a Rhode Island, Arn va dedicar els estius de 1986 a 1988 a ensenyar i assistir aquelles persones desplaçades per la guerra. També es tracta d'un dels cambodjans més joves dedicat als esforços diplomàtics per la reconciliació.
Mentre estudiava al Providence College, Chorn-Pond va cofundar la secció del sud-est asiàtic de l'Associació Big Brothers/Big Sisters a Providence, a més de fundar Peace Makers, un programa d'intervenció pels joves del sud-est asiàtic, establert a Providence (Estats Units). El 1993 va tornar a Cambodja, on va fundar l'organització Voluntaris Cambodjans pel Desenvolupament Comunitari Arxivat 2016-11-28 a Wayback Machine.. El 1998 va fundar el Cambodian Living Arts (CLA, abans conegut com a Cambodian Master Performers Program), organització sense ànim de lucre que treballa per reviure l'art tradicional cambodjà mitjançant antics mestres o nous músics professionals educats en aquest art. El CLA ha treballat per reviure l'sbek thom, el teatre d'ombres tradicional cambodjà, així com per construir instruments musicals tradicionals cambodjans. Els nens cobren per assistir a les classes, de manera que també se'ls aparta del crim del carrer i la prostitució.
Arn Chorn-Pond també ha estat director dels programes per la joventut de l'Associació Mutual Cambodjana de Lowell (Massachusetts), i des del 2001 ha estat consultor especial en afers cambodjans de l'organització Clear Path International.